# Lekcja języka polskiego
Lekcja języka polskiego – cykliczny dziesięciominutowy program telewizyjny na temat języka polskiego nadawany w Studio 2 w drugiej połowie lat 70. XX wieku, prowadzony przez językoznawcę Walerego Pisarka.